# Muliterno

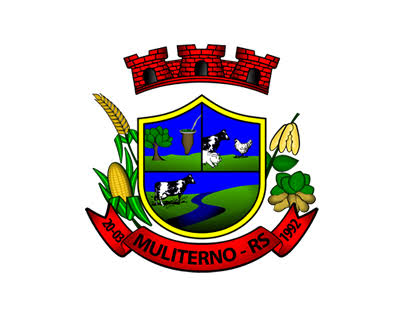
Escudo de la ciudad de Muliterno, Rio Grande do Sul, Brasil.

Muliterno es un municipio brasileño del estado de Rio Grande do Sul.
Se encuentra ubicado a una latitud de 28º19'46" Sur y una longitud de 51º46'03" Oeste, estando a una altitud de 824 metros sobre el nivel del mar. Su población estimada para el año 2004 era de 1.703 habitantes.
Ocupa una superficie de 112,85 km².
- Datos: Q1785451
- Multimedia: Muliterno / Q1785451